# I peggiori di tutti
I peggiori di tutti (Les Pires) è un film del 2022 diretto da Lise Akoka e Romane Guéret, al loro esordio alla regia di un lungometraggio. Ha vinto il primo premio della sezione Un Certain Regard al 75º Festival di Cannes.

## Trama
Nel quartiere popolare Picasso di Boulogne-sur-Mer, quattro ragazzi vengono selezionati durante l'estate per recitare in un lungometraggio, opera prima e indipendente di un regista non più giovane. Il film-nel-film racconta le vicende di un gruppo di adolescenti che vivono in un ambiente disagiato. Gli abitanti del quartiere, incuriositi e un po' gelosi, si chiedono perché siano stati scelti interpreti così problematici, considerati i peggiori di tutti. Nel cast c'è Ryan, dieci anni. Manifesta scatti d'ira ed è appena tornato a casa dopo aver vissuto in un istituto a causa di una madre inadeguata. C'è Lily, la sognatrice bullizzata dai coetanei mentre attraversa un periodo difficile dopo la morte del fratellino. Jessy è stato tre mesi in carcere per aver investito un pedone mentre guidava senza patente. Maylis è misteriosa, sembra che nulla le importi. Ben presto le vite di Ryan, Lily, Jessy e Maylis iniziano a fondersi con la trama del film. Il regista, piuttosto cinico, gioca con i loro limiti e li mette a dura prova, ma da questa esperienza ciascuno dei ragazzi imparerà qualcosa.

## Produzione
La storia è ispirata a fatti realmente vissuti dalle giovani registe mentre lavoravano alle audizioni del film Le Nouveau, girato nel nord della Francia. Lise Akoka era la direttrice del casting e Romane Guéret una tirocinante appena conosciuta. Da questa esperienza crearono un cortometraggio, Chasse Royale, candidato ai Premi César 2017. In seguito, decisero di sviluppare la trama e realizzarono il loro primo progetto cinematografico.
Il film presenta un cast corale di giovani attori esordienti. Il film-nel-film su cui lavora il regista si intitola À pisser contre le vent , e fa riferimento a un proverbio diffuso nel nord della Francia il cui seguito è "...ti bagni la maglietta, o litigando contro i tuoi capi avrai sempre torto."

## Distribuzione
Il film è stato presentato in anteprima al Festival di Cannes 2022, vincendo il Grand Prix della sezione Un Certain Regard, la cui giuria era presieduta da Valeria Golino. In Italia, è stato presentato in anteprima alla Festa del Cinema di Roma 2022, nella sezione "Alice nella città", dove l'attrice Mallory Wanecque ha vinto il premio come migliore giovane interprete internazionale.
Il film è stato distribuito nelle sale franco-belghe da Pyramide a partire dal 7 dicembre 2022, mentre in quelle italiane da I Wonder Pictures, tramite l'etichetta Arthouse, a partire dal 1º maggio 2024.

## Riconoscimenti
- 2022 - Festival di Cannes
  - Premio Un Certain Regard
  - In concorso per la Caméra d'or
- 2023 - Premio César
  - Candidatura per la migliore opera prima
  - Candidatura per la migliore promessa femminile a Mallory Wanecque
- 2023 - Premio Lumière
  - Candidatura per la migliore opera prima
- 2022 - Festa del Cinema di Roma
  - Premio per il miglior giovane interprete internazionale (Alice nella città) a Mallory Wanecque
- 2022 - Cork International Film Festival
  - Menzione speciale della giuria